# Смит, Ким (модель)
Ким Смит (англ. Kim Smith; род. 2 марта 1983, Хьюстон) — американская актриса и фотомодель.

## Биография
Кимберли Кэтрин Смит родилась 2 марта 1983 года в Хьюстоне, штат Техас, США. Окончила Permian High School в г. Одесса, штат Техас. В 2000 году снялась в клипах группы ’N Sync «Bye Bye Bye» и «It’s Gonna Be Me». В 2002 году снялась в клипе «Girls of Summer» группы «Aerosmith». В кино дебютировала в 2002 году в фильме «Король вечеринок». В 2007 году снялась в клипе «Wake Up Call» группы «Maroon 5». В качестве фотомодели работала с журналом Maxim, снималась для Victoria's Secret и Abercrombie & Fitch.

## Номинации и награды
- 2000 — заняла 3 место в списке «Maxim’s Hot 100 Babe List»[2].
- 2001 — заняла 11 место в списке «Maxim’s Hot 100 Babe List»[3].
- 2002 — заняла 28 место в списке «Maxim’s Hot 100 Babe List»[4].
- 2002 — заняла 70 место в списке «102 Sexiest Women In The World» журнала «Stuff».
- 2003 — заняла 76 место в списке «Maxim’s Hot 100 Babe List»[5].
- 2004 — заняла 16 место в списке «Maxim’s Hot 100 Babe List»[6].
- 2005 — заняла 64 место в списке «Maxim’s Hot 100 Babe List»[7].
- 2006 — заняла 91 место в списке «Maxim’s Hot 100 Babe List»[8].

## Фильмография
| Год  |     | Русское название         | Оригинальное название   | Роль        |
| ---- | --- | ------------------------ | ----------------------- | ----------- |
| 2002 | ф   | Король вечеринок         | Van Wilder              | Кейси       |
| 2004 | ф   | Женщина-кошка            | Catwoman                | Дрина       |
| 2007 | с   | Огни ночной пятницы      | Friday Night Lights     | Лорен Дэвис |
| 2009 | кор | Альтернативное окончание | Alternative Ending      | модель      |
| 2009 | с   | Соседи по комнате        | Roommates               | Дженнифер   |
| 2011 | с   | Романтика под вопросом   | Romantically Challenged | Нина        |